# John Paulson
John Alfred Paulson (nascut el 14 de desembre de 1955) és un inversor nord-americà, gestor de hedge fund i filantrop. Va dirigir Paulson & Co., una empresa de gestió d'inversions amb seu a Nova York que va fundar el 1994. Se l'ha anomenat "un dels noms més destacats de les altes finances" i "un home que va fer una de les majors fortunes de la història de Wall Street".
El seu protagonisme i fortuna daten de l'any 2007 quan va obtenir "gairebé 4 mil milions de dòlars" i es va transformar "des d'un gestor de diners a una llegenda financera" utilitzant credit default swap per apostar contra el mercat de préstecs hipotecaris subprime dels Estats Units. El 2010, Paulson va obtenir 4.900 milions de dòlars. El seguidor en temps real de Forbes va estimar el seu patrimoni net a 7.800 milions de dòlars al desembre de 2017.

## Primers anys i educació
Paulson va néixer el 1955 a Queens, Nova York, el tercer de quatre fills d'Alfred G. Paulson (22 de novembre de 1924 - 24 de juliol de 2002) i Jacqueline (nascuda Boklan, nascuda el 1926).
El seu pare Alfredo Guillermo Paulsen era nascut a l'Equador de pare mig francès i mig descendent noruec i mare equatoriana. Alfredo va quedar orfe als quinze anys i als setze anys es va traslladar a Los Angeles amb el seu germà menor Alberto. Alfredo va ingressar a l'exèrcit nord-americà on va servir i va ser ferit a Itàlia durant la Segona Guerra Mundial. Més tard va canviar el seu cognom de Paulsen a Paulson.
La mare de John era la filla dels immigrants jueus de Lituània i Romania que s'havien mudat a la ciutat de Nova York. Jacqueline va conèixer a Alfred mentre tots dos estudiaven a UCLA. Es van casar i es van traslladar a la ciutat de Nova York, on Alfred va treballar a Arthur Andersen i posteriorment com a director financer a la firma de relacions públiques Ruder Finn.